# دار النهضة العربية (بيروت)
دار النهضة العربية للطباعة والنشر هي إحدى دور النشر العلمية والأدبية في بيروت، وقد أسسها مصطفى محي الدين كريدية، بدأت الدار مع انطلاقة جامعة بيروت العربية في سنة 1961، حيث أسندت إليها إدارة المطبوعات مع انطلاقة المذكرات والمحاضرات العائدة لكلياتها آنذاك «الحقوق والتجارة والآداب».
وفي العام 1966 أسس «دار النهضة العربية للطباعة والنشر» ومع اتساع نشاطها انتقل مركزها في العام 1970 إلى مبنى يقع غربي جامعة بيروت العربية، ما مستودعاتها فكانت في مبنى ملاصق، احترقت محتوياته بالكامل في العام 1982 بفعل اجتياح العدو الإسرائيلي لمدينة بيروت.
ولم يقف «أبو محمد» أمام هذه الكارثة، بل انطلق بصفات رجل التحدّي الهادئ ليعيد بناء ما تهدّم مبتدأً من الصفر. فنقل إدارة دار النهضة العربية في العام 1983 إلى بناية كريدية في منطقة الزيدانية ببيروت حيث المركز الذي تشغله حالياً، كما جهّز مستودعات جديدة، ثم انطلق إلى رحاب عالم الطباعة والنشر في معظم الدول العربية.
وفي التسعينات، مدّ نشاط داره إلى الشمال الأفريقي، بدءاً من الجمهورية الجزائرية وأخيراً ليبيا.
في ٥ ديسمبر من عام ٢٠٢٤، تم تعيين الشاعر محمود وهبة مديرا للنشر في دار النهضة.

## وصلات خارجية
- دار النهضة العربية، الصفحة الرئيسية.